# Frömmstedt
Frömmstedt ist ein Ortsteil der Landgemeinde Kindelbrück im Landkreis Sömmerda in Thüringen.

## Geografie
Frömmstedt liegt am Nordrand des Thüringer Beckens.

## Geschichte

### Frühester Nachweis der Ortschaft

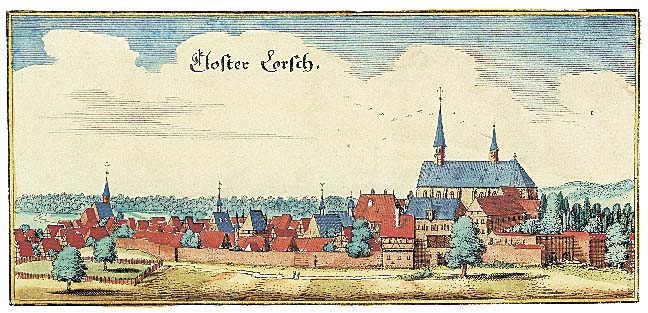
Der aus Frömmstädt stammende Heinrich wurde im ausgehenden 11. Jahrhundert im Kloster Lorsch wie ein Wunder nach drei Jahren von der Lepra geheilt.

Frömmstedt wird im Lorscher Codex (lateinisch Codex Laureshamensis) erstmals urkundlich erwähnt. Diese Codex entstand etwa in den Jahren zwischen 1170 und 1195 in der Reichsabtei Lorsch und enthält u. a. ein Kopialbuch mit Abschriften von über 3800 lateinischen Originalurkunden, die sich einst im Archiv der Reichsabtei befanden, aber verloren gegangen sind. Zu den Einträgen zählt auch unter der Nummer 119 Cartula mancipiorum de Frumenstetin in Thuringia, was soviel bedeutet wie Aktennotiz über die Hörigen in Frömmstedt in Thüringen.
Inhaltlich bezieht sich diese lateinische Aktennotiz auf eine Stiftung des drei Jahre lang schwer an Lepra erkrankten Heinrich aus Frömmstedt, der als Dank für seine mit göttlicher Hilfe nach so langer Zeit erfolgten Genesung sich und seine Kinder sowie seine Hörigen in Frömmstedt jährlich am 12. Juni zu freiwilligen Abgaben für den Altar des heiligen Nazarius im Kloster Lorsch verpflichtete, deren Höhe er genau festlegte. Die Aktennotiz wurde zur Zeit des Kaisers Heinrich III. (gemeint ist IV.) und des Abtes Winther verfasst. Da Kaiser Heinrich IV. ab Oktober 1084 regierte und der Lorscher Abt Winther 1088 starb, fand die Stiftung, in der Frömmstedt erstmals erwähnt wird, im Zeitraum zwischen 1084 und 1088 statt.
Obwohl bereits Otto Dobenecker im Ersten Halband seiner Regesta diplomatica necnon epistolaria historiae Thuringiae, der 1895 in Jena erschien, darüber unter der Nr. 959 aus Seite 203 ausführlich berichtete und zuvor der Hinweis auf die Ersterwähnung von Frömmstedt bereits im Jahre 1869 in einem Band der wissenschaftlichen Editionsreihe Monumenta Germaniae Historica erschienen war, stützte sich die Gemeinde Frömmstedt bei bisherigen Feiern zur ersturkundlichen Erwähnung, alle „25 Jahre“, auf einen Urkundenauszug aus dem Jahr 1126. Wahrscheinlich aus einer Aufzeichnung von Friedrich Bernhard von Hagke, ehemaliger Landrat des Kreises Weißensee und Archivar, stammt der Hinweis auf die besagte Urkunde. In dieser Urkunde wird von einer Schenkung der Gräfin Kunigunde von Beichlingen an das Kloster Oldisleben berichtet.
Auch die Sage um die „frommen Herren von Keppler“ als vermeintliche Namensgeber der Gemeinde Frömmstedt, bei Friedrich Bernhard von Hagke erwähnt, datiert in den Zeitraum der „ersten Kreuzzüge (1096–1099)“, was zusätzlich belegt, dass die Gemeinde bereits im 11. Jahrhundert existierte und Sitz eines Heinrich von Frömmstedt gewesen ist, von dem die Stiftung im Kloster Lorsch zwischen 1084 und 1088 stammt.
Im Jahre 1593 erbat die Gemeinde „Frömbstedt“ vom „Churfürsten“ von Sachsen (Friedrich Wilhelm, Herzog zu Sachsen und Kurfürst Sachsens) die Schankerlaubnis und das Braurecht, die wohl im gleichen Jahr auch erteilt wurden.

### Entwicklung seit dem 19. Jahrhundert
Frömmstedt gehörte bis 1815 zum kursächsischen Amt Weißensee. Durch die Beschlüsse des Wiener Kongresses kam der Ort zu Preußen und wurde 1816 dem Landkreis Weißensee im Regierungsbezirk Erfurt der Provinz Sachsen zugeteilt, zu dem er bis 1944 gehörte.
In der Zeit des Nationalsozialismus und während des Zweiten Weltkriegs mussten acht Arbeitskräfte aus Polen in der Landwirtschaft Zwangsarbeit verrichten.
Beim Einmarsch der US-Amerikaner am 11. April 1945 kamen neun deutsche Soldaten ums Leben, die auf dem Kirchhof beerdigt wurden.
Am 1. Januar 2019 wurde die Gemeinde Frömmstedt mit Bilzingsleben, Kannawurf und Kindelbrück zur neuen Landgemeinde Kindelbrück zusammengeschlossen. Zuvor gehörte sie der Verwaltungsgemeinschaft Kindelbrück an.

### Einwohnerentwicklung
Entwicklung der Einwohnerzahl:
| - 1994: 595 - 1995: 601 - 1996: 598 - 1997: 598 - 1998: 584 | - 1999: 599 - 2000: 602 - 2001: 617 - 2002: 606 - 2003: 610 | - 2004: 601 - 2005: 585 - 2006: 583 - 2007: 569 - 2008: 569 | - 2009: 572 - 2010: 557 - 2011: 542 - 2012: 529 - 2013: 524 | - 2014: 508 - 2015: 506 - 2016: 504 - 2017: 500 - 2018: 489 |

 Datenquelle: Thüringer Landesamt für Statistik

## Politik

### Ortschaftsrat
Der Ortschaftsrat aus Frömmstedt setzte sich aus 4 Mitgliedern zusammen. 1 Ratsmitglied gehört zum Bürgerbündnis der Landgemeinde Kindelbrück und 3 zur Allianz Landgemeinde Kindelbrück. Dem Vorsitz führt der Ortschaftsbürgermeister oder sein Beigeordneter.

### Ortschaftsbürgermeister
Durch die Eingliederung der Gemeinde Frömmstedt in die Landgemeinde Kindelbrück am 1. Januar 2019 gibt es nur noch einen Ortschaftsbürgermeister.
Am 14. Oktober 2018 wurde Heinz Herbrich (CDU) als Bürgermeister der Gemeinde Frömmstedt gewählt. Am 1. Januar 2019 übernahm der Bürgermeister automatisch das Amt des Ortschaftsbürgermeister.
Der ehrenamtliche Bürgermeister Hans-Peter Sölter (SPD/FWG) wurde am 27. Juni 2004 gewählt. 2016 wurde er durch Marion Schadzik (CDU) abgelöst.
Bürgermeister seit 1990 waren Maik Eßer (SPD) von 1990 bis 1999 und Dieter Jaschke (SPD) von 1999 bis 2004.

### Wappen
Blasonierung: In Blau eine steigende goldene Spitze, darin eine stilisierte Pyramide aus schwarzen unregelmäßigen Steinen, silbern verfugt, vorn ein wachsendes silbernes Schwert, hinten einen silbernen Kelch.
Die von Lehrer Dittmann und seinen Schülern anlässlich des 100. Jahrestages der Völkerschlacht bei Leipzig 1913 errichtete Findlingspyramide am Kirschberg, die 1992 durch Beschluss des Kreistages Sömmerda als geologisches Naturdenkmal unter Schutz gestellt wurde, steht mit ihrer Wiedergabe im Mittelpunkt des Gemeindewappens von Frömmstedt. Aus der Etymologie kommt das dargestellte Schwert, das sich auf die Sage der frommen Ritter von Keppler beruft, die als früheste Besitzer des Dorfes genannt werden. Der Kelch im Wappenschild weist auf die Bindung und reichen Einkünfte hin, die die Klöster Capelle, Göllingen und Oldisleben aus Frömmstedt bezogen haben. 1951 führte die Gemeinde bereits einen Kelch im Siegel.

### Flagge
Die Flagge von Frömmstedt ist blau-gelb-blau (1:2:1) gestreift und trägt das Gemeindewappen.

## Wirtschaft und Infrastruktur
Im Ort ist die Groß-Bäckerei Bergmann mit 270 Angestellten tätig. Die Firma unterhält Filialverkaufsstellen für ihre Erzeugnisse in mehreren Orten Thüringens.

### Wasserver- und Abwasserentsorgung
Die Wasserversorgung in Frömmstedt erfolgt durch den Trinkwasserzweckverband „Thüringer Becken“. Die Landgemeinde Kindelbrück entsorgt das Abwasser auf dem Gebiet der ehemaligen Gemeinde Frömmstedt in eigener Regie mit Hilfe der Verwaltungsgemeinschaft Kindelbrück.

## Kultur und Sehenswürdigkeiten

### Dorfkirche
Die St.-Johannes-Kirche (Lage→) wurde 1344 erstmals urkundlich erwähnt (Domarchiv Erfurt). Zur DDR-Zeit, in den 1980er Jahren, stürzte das Dach ein und das Kirchenschiff wurde zur Ruine. Nach der Wende wurde das Kirchenschiff in veränderter Form wiederhergestellt, die Südseite des neuen Dachs mit Solarpanelen bedeckt.

### Naturdenkmäler
- Findlingspyramide

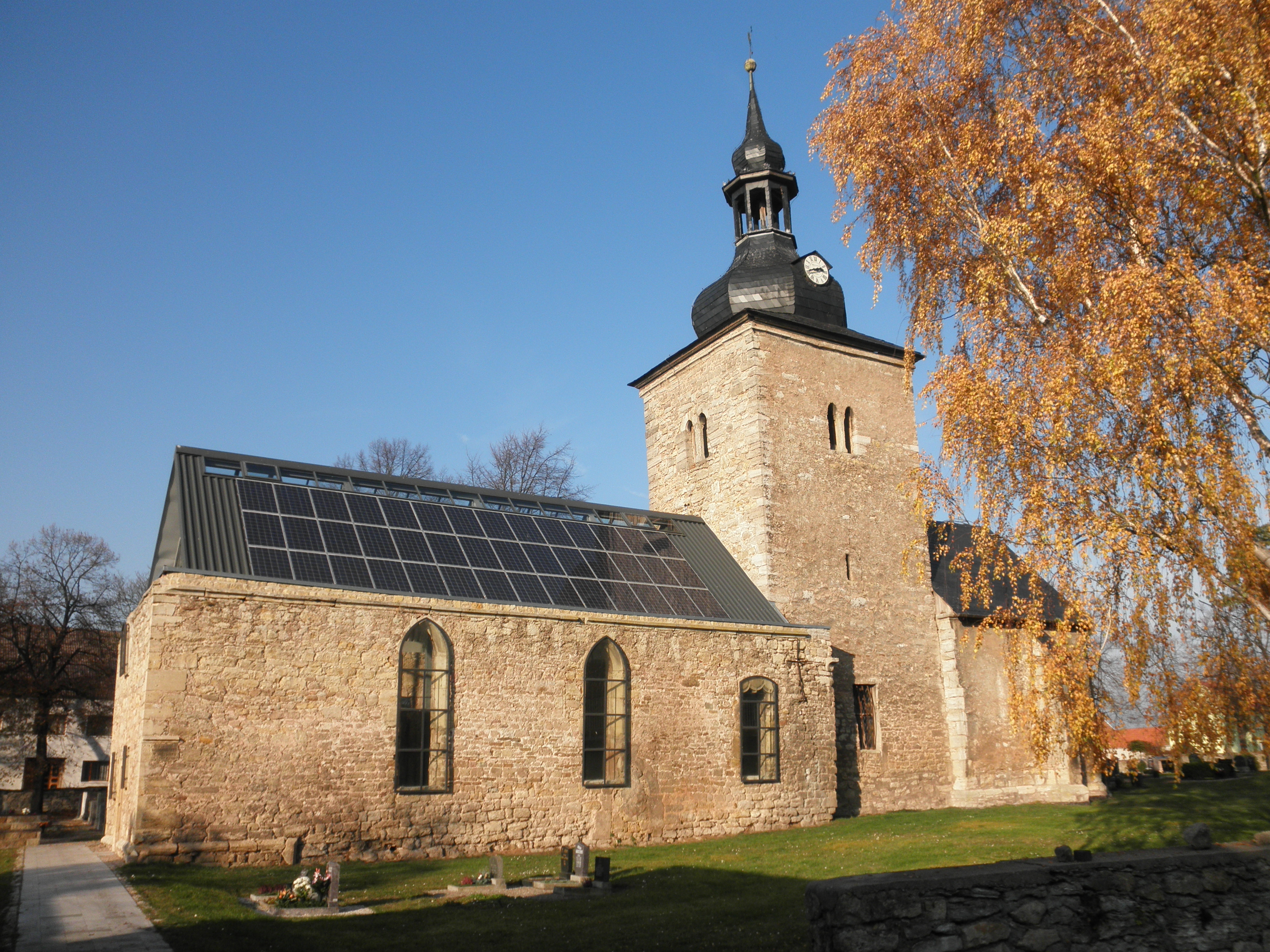
Kirche St. Johannes
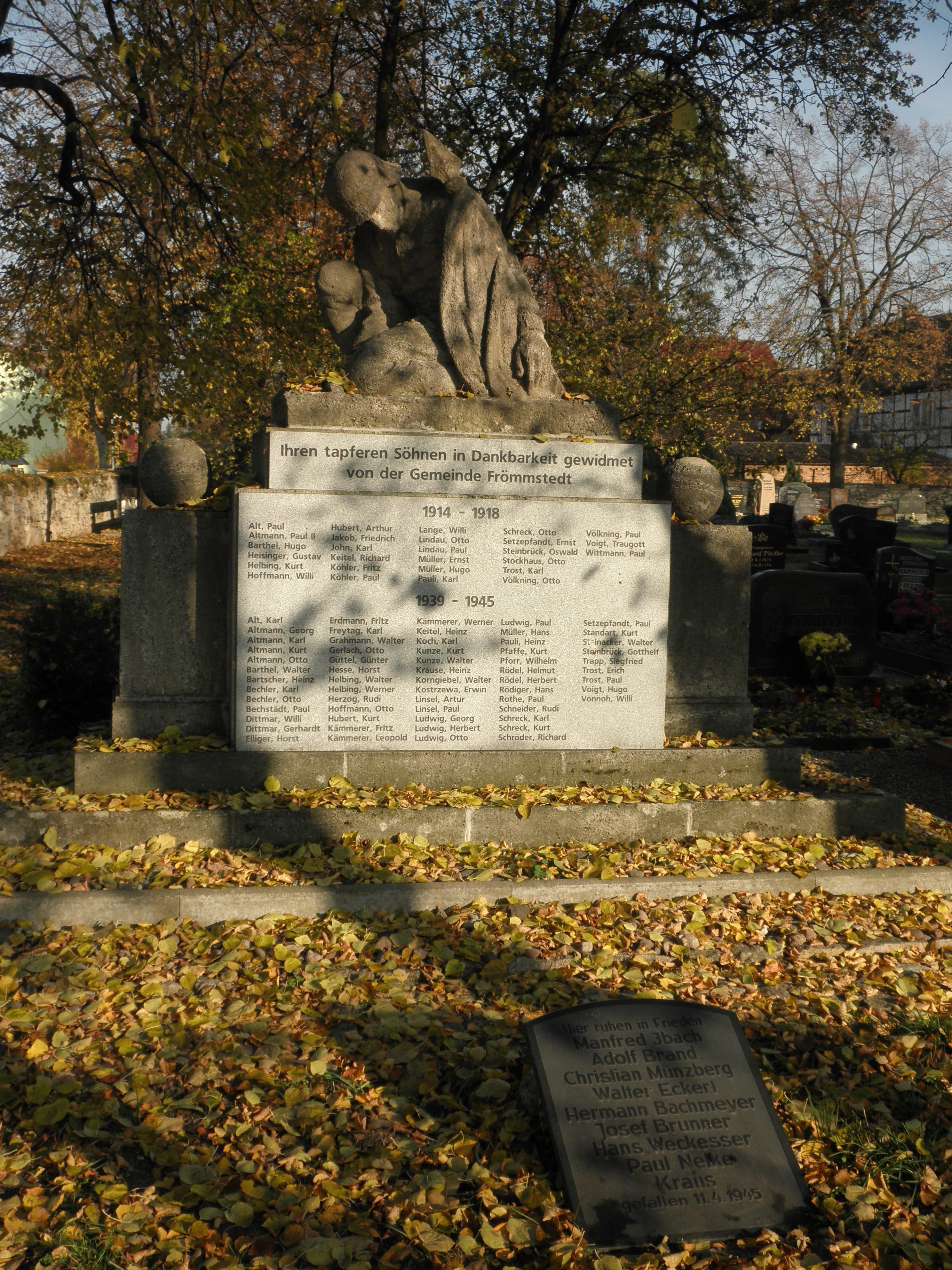
Kriegerdenkmal
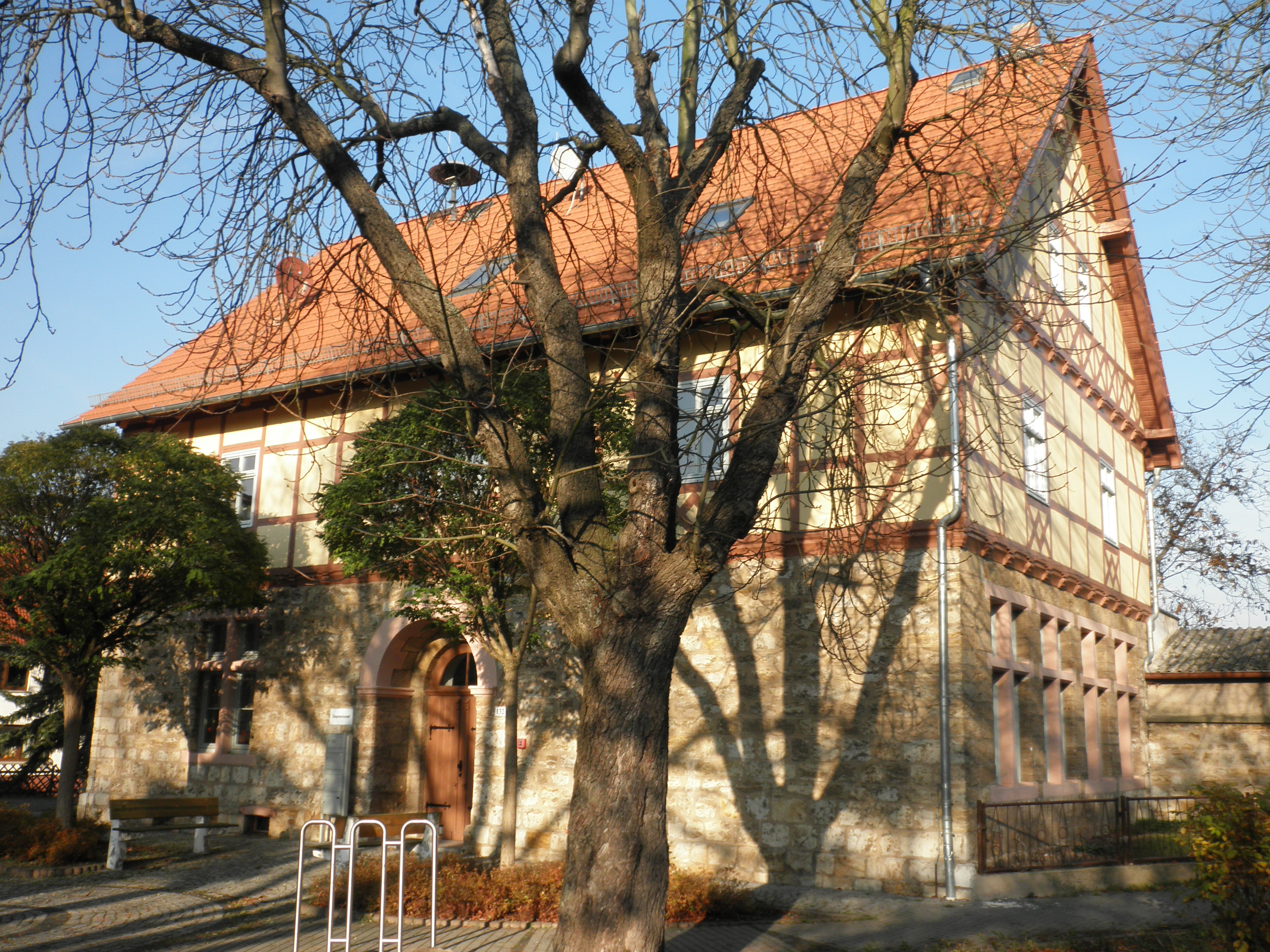
Bürgermeisterei